# 예첸원
예첸원(중국어 정체자: 葉蒨文, 간체자: 叶蒨文, 병음: Yè Qiànwén, 한자음: 엽천문, 영어: Sally Yeh, 1961년 9월 30일~)은 중화민국의 가수, 배우이다.

## 작품 목록

### 영화
- 사사가가참기내 (1991년)
- 호문야연 (1991년)
- 진용 (1989년)
- 첩혈쌍웅 (1989년) - 제니 역
- 강시착요 (1988년)
- 대장부일기 (1988년)
- 철갑무적 마리아 (1988년)
- 도마단 (1986년)
- 최가박당 4 - 천리구차파 (1986년)
- X 함정 (1985년)
- 애신일호 (1985년)
- 보화영웅 (1985년)
- 프로텍터 (1985년)
- 소녀일기 (1984년)
- 영기박인 (1984년)
- 미스터 부 6 (1984년)
- 상하이 블루스 (1984년)
- 빈매 (1982년)
- 살입애정가 (1982년)
- 열혈천사 (1982년)

## 같이 보기
- 광둥어 대중음악
- 홍콩 영화